# ダーラナ地方
ダーラナ地方（ダーラナちほう、Dalarna [ˈdɑ̂ːlaɳa] ( 音声ファイル)）はスウェーデン中部スヴェアランドの地方の1つ。